# Pederstrup (Vesterborg Sogn)
 For alternative betydninger, se Pederstrup. (Se også artikler, som begynder med Pederstrup)
Pederstrup er en gammel hovedgård på det nordvestlige Lolland. Den som nævnes første gang i 1340. Gården ligger i Vesterborg Sogn, Lolland Kommune tidligere Lollands Nørre Herred, Maribo Amt. Hovedbygningen er opført i 1813-1822 ved C.F. Hansen, ombygget i 1858 ved Ferdinand Meldahl og muremester Christian Peder Wienberg og ombygget igen i 1938-1940 ved Viggo Sten Møller. Hovedbygningen huser i dag Reventlow-Museet, der er under Museum Lolland-Falster, museet er oprettet i 1938 og avlsgården solgt fra i 1935.
Pederstrup hovedbygning har en park på 20 hektar mens Pederstrup avlsgård er på 204 hektar. Umiddelbart nord for ejendommen ligger Danmarks næststørste gravhøj; Kong Svends Høj.

## Historie
Pederstrup bliver nævnt i skriftlige kilder første gange i 1340'erne. Oprindelig var der tale om en landsby. På daværende tidspunkt nævnes det, at gården blev ejet af drost Laurits Jonsen. Inden sin død i 1340 overdrog han Pederstrup samt en andre række gårde til Halsted Kloster, mod at de ville messe over ham efter hans død.

### Pantsat krongods
I 1354 skødede og oplod prioren i Halsted Kloster, Esbern, og hele konventet sammesteds kong Valdemar Atterdag alt deres gods i Pederstrup, Vesterborg Sogn, i Nørlunde og Birket med alt tilliggende. Pederstrup og Pederstrup Birk var der efter i omkring 200 år et len under Kronen, der imidlertid i kong Olufs tid var pantsat til Rikman von der Lanken. Godset blev indløst af Hr. Henrik Parow, der døde i 1389 ved Falkøping, og i 1410 indløste dronning Margrethe Pederstrup fra Hr. Peder Walkendorffs hustru og overdrog samme år lenet sammen med Krønge Len til Hr. Jens Grim. I 1502 var Hr. Markvard Rønnow lensmand på Pederstrup, derefter i en årrække Mikkel Brockenhuus og hans senere søn Jacob Brockenhuus.
Den ældste del af bygningen som stadig står, er et hvælvet kælderrum i hovedbygningen, der er dateret til midten af 1500-tallet. På daværende tidspunkt var Pederstrup ejet af kronen og blev brugt som bolig til områdets lensmand.

### Vestermand og Grabow
I 1576 mageskiftede den daværende kong Frederik II gården til Stadager, der i dag kendes som Vennerslund. Herefter var gården i en periode ejet af af familien Venstermand. Gården var først ejet af Lage Vestermand, der døde i 1587 og blev efterfulgt af broderen Morten Vestermand. Han døde i 1610, og gården overgik der efter til broderdatteren Kirsten Venstermand, der var gift med Jørgen Grubbe. Hun døde i 1619. Pederstrup blev i 1624 solgt til Hans Grabow, en indvandret brandenburger, der døde i 1625, hvorefter gården overgik til dennes søn Joachim Grabow, og efter hans død i 1634 til hans sønner Hans og Vincents Grabow. I 1673 skødede H.V. von Harstall gården til hofmester Kai Rumohr. Senere tilhørte den overrentemester H. von Støcken, der døde i 1680.

### Under Peder von Brandt
I 1684 købte von Støckens svigersøn, geheimeråd Peder von Brandt Pederstrup af medarvingerne, og han opførte en ny hovedbygning i 2 stokværk samt oprettede herregården Skjelstofte med jorder fra Pederstrup. Hovedbygningens fundament fra denne tid er i vid udstrækning det Pederstrup man ser i dag. I kælderen på hovedbygningen er indmuret et tympanon med von Brandt og hustrus våbenskjold samt året 1686. Von Brandt tilføjede også yderligere jordområder til Pederstrup i form af gaver fra Christian V og opkøb af omkringliggende jorde. Den ældste have der kendes til på Pederstrup er en barokhave anlagt af von Brandt i slutningen af 1600-tallet. Von Brandt opførte også et stutteri i 1690'erne. Fra von Brandt anlagde stutteristalden, og frem til godset blev frasolgt har der været stutteri på gården. I denne periode fik gården også tillagt birkeret.

### Under Reventlow
I 1725 solgte sønnen Skoubynacht Henrich Brandt Pederstrup sammen med Skjelstofte og et tilhørende jordegods på 122 tønder hartkorn samt bøndegod på 707 tønder hartkorn og tiende på 347 tønder hartkorn til Christian Ditlev greve Reventlow. Han var halvbror til Frederik IVs anden hustru Anna Sophie Reventlow. Fire år senere blev der oprettet et grevskab til Reventlow-slægtens besiddelser på Lolland. Fra 1741 kendes grevskabet under navnet Christianssæde, hvor Pederstrup fungerede som forpagtergård.
C.D.F. Reventlow brugte meget tid på herregården, i sin tid som statsminister og efter at være blevet afskediget sine offentlige embeder i 1813 flyttede C.D.F. Reventlow tilbage til Pederstrup fra København sammen med sin hustru. Fra 1813 til 1822 ombyggede han hovedgården med arkitekt C.F. Hansen efter, hvad der formodes at måtte være, hans egne tegninger.
Under C.D.F. Reventlows søn C.D. Reventlow blev der oprettet en gravplads i Theophili skov ved Vesterborg. Efterfølgende medlemmer af Reventlowfamilien er begravet her.
Ferdinand greve Reventlow tilføjede to tværfløje med hvert sit tårn til hovedbygningen i en ombygning i 1858 efter tegninger af Ferdinand Meldahl. Facaderne og tagformen blev også fornyet så det passede stilmæssigt med historicismen. Der blev også anlagt en ny park og en række gamle beboelseshuse blev revet ned.
Som følge af lensafløsningen blev Reventlow-slægten nødt til at sælge Pederstrup i 1930'erne. Avlsgården blev solgt i 1935 og indboet blev solgt på auktion i 1936. To år senere, i 1938, blev hovedbygningen indrettet som museum for C.D.F. Reventlow i anledning af 150 året for stavnsbåndets ophævelse. Hovedbygningen blev tilbageført til empire-stil, hvorfor tilbygningerne foretaget i 1858 blev fjernet. Dette blev foretaget af Viggo Sten Møller. Under en renovation i 1980 blev der foretaget yderligere ændringer, der skulle føre bygningen tilbage til 1822.
Fra 1939 blev stutteristalden brugt til Pederstrup Kro efter en ombygning, der skete i forbindelse med tilbageførslen af hovedbygningen til empire-hus. Krostuen blev udvidet i 1954 endnu engang efter tegning af Viggo Sten Møller og igen i 1963. Kroen er i dag lukket, men bygningen er siden blevet renoveret i 1980'erne og igen i 2012, hvorefter bygningen skal bruges til udstilling.

## Reventlow-Museet
Pederstrup bruges i dag til museum for C.D.F. Reventlow som en del af Museum Lolland-Falster. Udover bygningen selv, der er tilbageført til C.D.F. Reventlows tid, består udstillingen af møbler, portrætter og flere personlige genstande, der har tilknytning til ham og perioden han levede i, samt landboreformerne Museet har desuden særudstillinger om bl.a. familien Reventlow og herregårde. I 2017 besøgt 19.281 personer museet. I 2021 var besøgstallet faldet til 3.538.

## Ejere af Pederstrup
- (før 1340) Laurids Jonsen Panter
- (1340-1354) Halsted Kloster
- (1354-1576) Kronen
- (1576-1587) Lauge Venstermand
- (1587-1606) Knud Venstermand
- (1606-1610) Morten Venstermand
- (1610) Anne Galt gift (1) Venstermand (2) Brahe
- (1610-1625) Falk Brahe
- (1625) Holger Rosenkrantz[20]
- (1625-1626) Hans Grabow
- (1626-1645) Joachim Grabow
- (1645-1657) Johan Grabow
- (1657-1673) Hans Wilhelm von Harstall
- (1673-1680) Detlev von Rumohr
- (1680-1684) Henrik von Stöcken
- (1684-1701) Peter Brandt
- (1701-1725) Henrik Brandt
- (1725-1738) Christian Ditlev greve Reventlow
- (1738-1775) Christian Ditlev greve Reventlow
- (1775-1827) Christian Ditlev Frederik greve Reventlow
- (1827-1851) Christian Ditlev greve Reventlow
- (1851-1875) Ferdinand greve Reventlow
- (1875-1929) Christian Einar greve Reventlow
- (1929-1935) Christian Einar greve Reventlows dødsbo
- (1935-1938) Slægten Reventlow (hovedbyningen)
- (1938-2009) Reventlow-Museet, Pederstrup
- (2009- ) Museum Lolland-Falster

### Avlsgården
- (1935-1965) Johannes Erik Nielsen (avlsgården)
- (1965-1985) Familien Nielsen (avlsgården)
- (1985-) Johannes Erik Nielsen (barnebarn) (avlsgården)

## Galleri
- Pederstrup omkring 1870
- Slottet i begyndelsen af 1900-tallet
- Køkkenet i kælderen
- Lysthus i parken
- Avlsbygninger
- Hovedbygningens haveside